# Arina Awierina
Arina Aleksiejewna Awierina (ros. Арина Алексеевна Аверина; ur. 13 sierpnia 1998 w Zawołżje) – rosyjska gimnastyczka artystyczna, trzykrotna złota medalistka World Games, czterokrotna mistrzyni świata, siedmiokrotna mistrzyni Europy.
Jest siostrą bliźniaczką Diny.

## Kariera
Treningi zaczęła w wieku czterech lat w rodzinnym mieście.
W maju 2017 roku na mistrzostwa Europy w Budapeszcie zdobyła dwa indywidualne złote medale: w układzie z piłką oraz maczugami. Do tego otrzymała złoto za klasyfikację punktową drużynową zawodów. Na początku września tego samego roku podczas mistrzostw świata w Pesaro zdobyła pięć medali, w tym dwa złote. Najlepsza okazała się w układach z piłką i ze wstążką. Srebro dorzuciła w występie z obręczą oraz w wieloboju indywidualnym, zaś z maczugami zajęła trzecie miejsce.
Następnego roku wystąpiła na mistrzostwach Europy w Guadalajarze. W jedynej rozgrywanej indywidualnej konkurencji, wieloboju, zdobyła złoty medal. W finale tuż za nią znalazła się jej siostra, Dina. Wzięła udział również na World Games we Wrocławiu, zdobywając trzy złote medale: w układzie z obręczą, piłką i ze wstążką. Brązowy medal wywalczyła w występie z maczugami. We wrześniu podczas mistrzostw świata w Sofii otrzymała złoto za zwycięstwo drużynowe w klasyfikacji punktowej oraz dwa brązowe medale za występy z obręczą i maczugami.
W maju 2019 roku na mistrzostwach Europy w Baku zdobyła złoto w rywalizacji drużynowej. Ponadto okazała się najlepsza w układach z piłką i maczugami, zdobywając razem trzy złote medale na jednych mistrzostwach. We wrześniu tego samego roku podczas mistrzostw świata w Baku zdobyła złoty medal w zawodach drużynowych oraz srebrne medale w układzie z piłką i wieloboju.